# Unione internazionale del notariato
L'Unione internazionale del notariato (UINL; in spagnolo: Union Internacional del Notariado Latino) è un'organizzazione non governativa che ha lo scopo di promuovere, coordinare e sviluppare la funzione e le attività dei notai in tutto il mondo.
Formata da 19 paesi al momento della sua istituzione nel 1948, l'organizzazione comprende 87 paesi al 20 ottobre 2016, di cui 22 dei 28 paesi membri dell'Unione europea e 15 dei 19 paesi del G20, mostrando così il espansione del sistema giuridico europeo.
L'organo decisionale è composto da 28 consiglieri, l'organo decisionale è l'assemblea generale dei membri del paese. Comprende anche un Consiglio generale formato da 172 membri e commissioni continentali e intercontinentali che lavorano a partire dai punti di vista scientifico (formazione professionale e ricerca), strategico (sviluppo), economico (reti e attività) e sociologico (diritti umani e protezione sociale).

## Sfondo
La maggior parte delle nazioni del mondo utilizza un sistema giuridico basato sulla tradizione del diritto civile o su quella del common law. La tradizione del diritto civile si è evoluta dal diritto antico attraverso il diritto romano, i codici di Teodosio e Giustiniano, la legge salica e il Codice napoleonico. Tale tradizione è il fondamento dei sistemi giuridici dell'Europa continentale, dell'Africa francofona, del Sud America e dei paesi mediorientali che furono sotto il dominio francese, come Egitto, Libano e Siria. Mentre i sistemi giuridici di Cina e Giappone non si sono evoluti dallo stesso diritto del diritto civile, hanno sviluppato sistemi giuridici funzionalmente simili alla tradizione del diritto civile. Nella tradizione del diritto civile, tutto il diritto deriva da un insieme coerente di principi giuridici contenuti in un codice scritto fornito o promulgato dal sovrano. La tradizione del diritto civile è stata descritta come "tutto ciò che non è permesso è proibito". Sebbene gli studiosi abbiano trovato tracce della tradizione di common law nell'antico diritto romano, la tradizione di common law deriva essenzialmente dalla fusione dei sistemi giuridici sassone e normanno dopo la conquista dell'Inghilterra da parte di Guglielmo I nel 1066. La tradizione di common law è il fondamento dei sistemi giuridici di Gran Bretagna (eccetto la Scozia), Stati Uniti (eccetto Louisiana e Porto Rico), Canada, Australia, Cipro, India, Pakistan e Africa anglofona. Nella tradizione di common law, il diritto si sviluppa attraverso le decisioni dei giudici prese nella risoluzione di casi concreti. La tradizione di common law è stata descritta come "tutto ciò che non è proibito è permesso". All'inizio del ventunesimo secolo, ciascuna tradizione giuridica sta adottando sempre più caratteristiche essenziali dell'altro sistema giuridico. Il diritto dei sistemi di common law sta diventando più statutario. Il diritto dei sistemi di civil law viene formulato sempre più nelle decisioni giudiziarie e nelle interpretazioni delle disposizioni del codice civile. Il notaio di civil law è solo un'altra caratteristica della tradizione di civil law che sta ricevendo una considerazione sempre più seria nelle giurisdizioni di common law.

## Denominazione ed etimologia dell'organizzazione
Il nome spagnolo dell'organizzazione, Union Internacional del Notariado Latino, fa riferimento al notaio di diritto civile, termine intercambiabile con notai latini, che a sua volta deriva dall'antica Roma, Stato di lingua latina, da cui deriva il nome di "notario di diritto civile". Il Codice giustinianeo dell'antica Roma ha avuto un ruolo importante nel plasmare il diritto dei Paesi di diritto civile che hanno avuto origine nell'Europa continentale e si sono estesi alle loro colonie d'oltremare, tra cui, a titolo esemplificativo ma non esaustivo, l'America Latina e diverse colonie spagnole e portoghesi, Stati che in seguito sono noti come Paesi latini. A partire dal ventesimo secolo, con l'indipendenza di molti Stati precedentemente occupati o colonizzati dall'Europa continentale e l'apertura del Giappone, la seconda guerra mondiale e la successiva decolonizzazione dei territori colonizzati rimanenti, la guerra fredda e la caduta dell'Unione Sovietica e la successiva formazione della Federazione Russa, anche il disgelo degli Stati Uniti con la Cina, hanno influenzato la pratica del diritto civile e dei suoi notai a diventare più diffusa, a partire dalla colonizzazione europea nel sessantesimo fino al diciannovesimo secolo, quando il dominio europeo costrinse le popolazioni indigene in diversi territori a seguire il diritto civile europeo continentale, e poi con il passaggio del Giappone a politiche più incentrate sul diritto civile, la decolonizzazione durante la seconda guerra mondiale che ha permesso a molti paesi precedentemente colonizzati di ottenere l'indipendenza e di avere ancora politiche di diritto civile in atto, l'aggiunta di altri paesi che esercitano politiche di diritto civile, il disgelo in Cina che ha trasformato la Cina in uno stato comunista di diritto civile, creando così l'UINL come unione professionale tra i paesi di diritto civile diventa inevitabile. L'UINL ora funge da organizzazione ombrello per tutti i notai autorizzati pubblicamente nel mondo anziché solo quelli dei paesi latini, ma l'acronimo UINL è stato comunque mantenuto.

## Obiettivi
- Promuovere e applicare i principi fondamentali del sistema notarile civile e i principi della deontologia notarile;
- Rappresentare il notariato presso le organizzazioni internazionali e collaborare con esse;
- Collaborare con gli enti nazionali e le autorità istituzionali di ogni Paese;
- Studiare il diritto nell'ambito dell'attività notarile e collaborare all'armonizzazione delle legislazioni nazionali a livello internazionale;
- Promuovere, organizzare e sviluppare la formazione professionale e sostenere i lavori scientifici nel campo notarile;
- Studiare e raccogliere sistematicamente la legislazione sull'istituto notarile di diritto civile;
- Promuovere congressi, conferenze e incontri internazionali.

## Storia e corpi
Costituita da 19 Paesi al momento della sua fondazione nel 1948, l'organizzazione comprende 92 Paesi, di cui 22 dei 28 Paesi membri dell'Unione europea e 15 dei 19 Paesi del G20, a dimostrazione dell'espansione del sistema giuridico continentale. Oggi questo sistema è presente in quasi 120 Paesi, che rappresentano i 2/3 della popolazione mondiale e oltre il 60% del prodotto interno lordo mondiale.
Guidato da un comitato direttivo composto da 28 consiglieri, l'organo decisionale è l'Assemblea generale dei notariati membri, dove ogni paese ha diritto a un voto, indipendentemente dalla sua importanza. Comprende anche un Consiglio generale formato da 172 membri e commissioni continentali e intercontinentali che operano dal punto di vista scientifico (formazione professionale e ricerca), strategico (sviluppo), economico (reti e attività) e sociologico (diritti umani e protezione sociale).
L'UINL ha un consiglio di amministrazione che funge da forza esecutiva all'interno dell'organismo, un Consiglio generale all'interno dell'organismo il cui ruolo è quello di formulare proposte, un'Assemblea degli organismi notarili membri e un gran numero di commissioni e commissari tra cui commissioni continentali e commissari per gli affari africani, americani ed europei, varie commissioni e commissari intercontinentali tra cui quelle sui diritti umani, l'etica, le pubbliche relazioni e la Commissione per la cooperazione notarile internazionale (CCNI).

## Presidenza
Il sindacato elegge un presidente del sindacato durante l'Assemblea generale dei notai membri, la riunione istituzionale dell'Unione Internazionale del notariato, per un mandato di tre anni. Per essere eleggibile, un candidato deve essere un notaio di uno dei notai membri attivi. L'attuale presidente del sindacato è Lionel Galliez, notaio francese, eletto durante l'Assemblea generale del 30° Congresso nel novembre 2021.

## Iscrizione
membri attivi
      non membri

Mappa del mondo aggiornata a maggio 2020 per i membri UINL.
membri attivi
non membri

L'adesione è composta da notai di Stati sovrani di diritto civile o di Stati non sovrani. Il Québec e la Città di Londra sono membri al posto di Canada e Regno Unito a causa della presenza di notai in queste regioni, cosa insolita negli stati di common law. Sebbene esistano notai anche in altri Stati di common law come il Michigan negli Stati Uniti, i loro compiti differiscono in misura variabile in termini di certificazione di documenti legali, dove il notaio è una mano tesa del Segretario di Stato per la legalizzazione di qualsiasi documento. Negli Stati di Alabama e Florida, ai sensi dell'Alabama Code 1975§ 36-20-50 e segg. e del Florida State § 118.10, congiuntamente al Florida ADC 1C-18.001 e segg., la legge vigente che consente ai notai di diritto civile può consentire a tali stati di aderire all'UINL come membri non indipendenti, analogamente al Québec e alla Città di Londra, ma finora nessuno di questi Stati vi ha aderito. Pertanto, nessuno Stato degli Stati Uniti e solo un territorio (Porto Rico) sono certificati come membri dell'UINL. Nel loro ambito di attività, operano in modo simile ai notai dell'Europa continentale. Libano e Bielorussia sono i membri più recenti, rispettivamente nel 2018 e nel 2019. L'elenco dei membri è il seguente:
- Albania
- Andorra
- Argentina
- Armenia
- Austria
- Belgio
- Benin
- Burkina Faso
- Bulgaria
- Bosnia ed Erzegovina
- Bielorussia
- Bolivia
- Brasile
- Rep. Centrafricana
- Canada (Québec)
- Svizzera
- Cile
- Cina
- Costa d'Avorio
- Camerun
- Rep. del Congo
- Colombia
- Costa Rica
- Cuba
- Rep. Ceca
- Germania
- Rep. Dominicana
- Algeria
- Ecuador
- Spagna
- Estonia
- Francia
- Gabon[5]
- Regno Unito (Città di Londra)
- Georgia
- Guinea
- Grecia
- Guatemala
- Honduras
- Croazia
- Haiti
- Ungheria
- Indonesia
- Italia
- Giappone
- Corea del Sud
- Libano
- Lituania
- Lussemburgo
- Lettonia
- Marocco
- Moldavia
- Madagascar
- Messico
- Macedonia del Nord
- Mali
- Malta
- Montenegro
- Mongolia
- Monaco
- Mauritania
- Mauritius
- Niger
- Nicaragua
- Paesi Bassi
- Panama
- Perù
- Polonia
- Porto Rico (Stati Uniti)
- Portogallo
- Paraguay
- Romania
- Russia
- Senegal
- San Marino
- Serbia
- Slovacchia
- Slovenia
- Ciad
- Togo
- Tunisia
- Turchia
- Ucraina
- Uruguay
- Città del Vaticano
- Venezuela
- Vietnam